# 1992 no cinema
O ano de 1992 no cinema envolveu muitos lançamentos cinematográficos significativos.

## Maiores bilheterias
Os 10 filmes mais lançados em 1992 por arrecadação mundial são os seguintes:
| Ranque | Título                         | Distribuidor       | Bilheteria global |
| ------ | ------------------------------ | ------------------ | ----------------- |
| 1      | Aladdin                        | Buena Vista        | US$ 504,050,219   |
| 2      | The Bodyguard                  | Warner Bros.       | US$ 411,006,740   |
| 3      | Home Alone 2: Lost in New York | 20th Century Fox   | US$ 358,994,850   |
| 4      | Basic Instinct                 | Tri-Star / Carolco | US$ 352,927,224   |
| 5      | Lethal Weapon 3                | Warner Bros.       | US$ 321,731,527   |
| 6      | Batman Returns                 | Warner Bros.       | US$ 266,822,354   |
| 7      | A Few Good Men                 | Columbia           | US$ 243,240,178   |
| 8      | Sister Act                     | Buena Vista        | US$ 231,605,150   |
| 9      | Bram Stoker's Dracula          | Columbia           | US$ 215,862,692   |
| 10     | Wayne's World                  | Paramount          | US$ 183,097,323   |

## Prêmios
- Oscar 1992
- Globo de Ouro de 1992

## Principais filmes estreados
- 1492: A Conquista do Paraíso, de Ridley Scott, com Gérard Depardieu, Armand Assante, Sigourney Weaver e Fernando Rey
- Mudança de Hábito, de Emile Ardolino, com Whoopi Goldberg, Maggie Smith, Kathy Najimy e Wendy Makkena
- Aladdin, filme de animação de Ron Clements e John Musker
- Alien³, de David Fincher, com Sigourney Weaver
- L'amant, de Jean-Jacques Annaud
- Aqui D'El Rei!, de António-Pedro Vasconcelos, com Joaquim de Almeida e Rogério Samora
- Instinto Selvagem, de Paul Verhoeven, com Michael Douglas e Sharon Stone
- Batman - O Retorno, de Tim Burton, com Michael Keaton, Danny DeVito, Michelle Pfeiffer e Christopher Walken
- Belle Époque, de Fernando Trueba, com Penélope Cruz
- Lua De Fel, de Roman Polanski, com Hugh Grant, Kristin Scott Thomas, Emmanuelle Seigner e Peter Coyote
- O Guarda-Costas, de Mick Jackson, com Kevin Costner e Whitney Houston
- Dracula de Bram Stoker, de Francis Ford Coppola, com Gary Oldman, Winona Ryder, Anthony Hopkins, Keanu Reeves, Tom Waits e Monica Bellucci
- Chaplin, de Richard Attenborough, com Robert Downey Jr., Geraldine Chaplin, Anthony Hopkins, Dan Aykroyd e Marisa Tomei
- La chasse aux papillons, de Otar Iosseliani
- Un coeur en hiver, de Claude Sautet, com Daniel Auteil e Emmanuelle Béart
- Como agua para chocolate, de Alfonso Arau
- Jogos de Adultos, de Alan J. Pakula, com Kevin Kline e Mary Elizabeth Mastrantonio
- Conte d'hiver, de Eric Rohmer
- Traídos Pelo Desejo, de Neil Jordan, com Forest Whitaker e Miranda Richardson
- Perdas e Danos, de Louis Malle, com Jeremy Irons, Juliette Binoche e Miranda Richardson
- A Morte Lhe Cai Bem, de Robert Zemeckis, com Meryl Streep, Bruce Willis, Goldie Hawn e Isabella Rossellini
- Um Sonho de Primavera, de Mike Newell, com Miranda Richardson
- Far and Away, de Ron Howard, com Tom Cruise e Nicole Kidman
- A Few Good Men, de Rob Reiner, com Tom Cruise, Jack Nicholson, Demi Moore e Kiefer Sutherland
- Strictly Ballroom, de Baz Luhrmann, com Paul Mercurio, Tara Morice e Bill Hunter
- Den goda viljan, de Bille August, com Max von Sydow
- The Hand That Rocks the Cradle, de Curtis Hanson, com Annabella Sciorra, Rebecca De Mornay e Julianne Moore
- Hero, de Stephen Frears, com Dustin Hoffman, Geena Davis e Andy Garcia
- Home Alone 2: Lost in New York, de Chris Columbus, com Macaulay Culkin, Joe Pesci, John Heard e Catherine O'Hara
- Howards End, de James Ivory, com Vanessa Redgrave, Helena Bonham Carter, Emma Thompson, e Anthony Hopkins
- Indochine, de Régis Wargnier, com Catherine Deneuve e Vincent Perez
- Io speriamo che me la cavo, de Lina Wertmüller
- The Last of the Mohicans, de Michael Mann, com Daniel Day-Lewis e Madeleine Stowe
- A League of Their Own, de Penny Marshall, com Tom Hanks, Geena Davis e Madonna
- Máquina Mortífera 3, de Richard Donner, com Mel Gibson, Danny Glover, Joe Pesci e Rene Russo
- Lorenzo's Oil, de Goerge Miller, com Nick Nolte, Susan Sarandon e Peter Ustinov
- Malcolm X, de Spike Lee, com Denzel Washington e Angela Bassett
- El Mariachi, de Robert Rodriguez
- My Cousin Vinny, de Jonathan Lynn, com Joe Pesci, Ralph Macchio e Marisa Tomei
- Les nuits fauves, de e com Cyril Collard e com Maria Schneider
- Nuvem, de Ana Luísa Guimarães, com Afonso Melo, Rosa Castro André, Diogo Infante, Rui Luís Brás e Henrique Viana
- Of Mice and Men, de e com Gary Sinise e com John Malkovich
- Patriot Games, de Philip Noyce, com Harrison Ford, Anne Archer e Samuel L. Jackson
- Peter's Friends, de e com Kenneth Branagh e com Hugh Laurie e Emma Thompson
- A River Runs Through It, de Robert Redford, com Brad Pitt e Tom Skerritt
- Scent of a Woman, de Martin Brest, com Al Pacino
- Single White Female, de Barbet Schroeder, com Bridget Fonda e Jennifer Jason Leigh
- Singles, de Cameron Crowe, com Bridget Fonda, Campbell Scott e Kyra Sedgwick
- Sneakers, de Phil Alden Robinson, com Robert Redford, Sidney Poitier, Dan Aykroyd e River Phoenix
- El sol del membrillo, de Victor Erice
- Twin Peaks: Fire Walk with Me, de David Lynch, com Sheryl Lee, Ray Wise e David Bowie
- Udju Azul di Yonta, de Flora Gomes
- O Último Mergulho, de João César Monteiro, com Fabienne Babe, Canto e Castro e Luís Miguel Cintra
- Unforgiven, de e com Clint Eastwood e com Gene Hackman, Morgan Freeman e Richard Harris
- La vie de bohème, de Aki Kaurismäki, com Matti Pellonpää e Jean-Pierre Léaud
- Voor een verloren soldaat, de Roeland Kerbosch, com Jeroen Krabbé
- O Morro Dos Ventos Uivantes (1992), de Peter Kosminsky, com Juliette Binoche e Ralph Fiennes

## Nascimentos
| Data            | Nome                 | Profissão                    | Nacionalidade  | Observações | Ref |
| --------------- | -------------------- | ---------------------------- | -------------- | ----------- | --- |
| 19 de janeiro   | Logan Lerman         | ator                         | Estados Unidos |             |     |
| 21 de janeiro   | Marcela Barrozo      | atriz                        | Brasil         |             |     |
| 8 de fevereiro  | Luccas Neto          | youtuber e ator              | Brasil         |             |     |
| 10 de fevereiro | Karen Fukuhara       | atriz                        | Estados Unidos |             |     |
| 11 de fevereiro | Taylor Lautner       | ator                         | Estados Unidos |             |     |
| 14 de fevereiro | Freddie Highmore     | ator                         | Reino Unido    |             |     |
| 23 de fevereiro | Samara Weaving       | atriz                        | Austrália      |             |     |
| 8 de março      | Charlie Ray          | atriz                        | Estados Unidos |             |     |
| 13 de março     | Kaya Scodelario      | atriz                        | Reino Unido    |             |     |
| 24 de abril     | Jack Quaid           | ator                         | Estados Unidos |             |     |
| 7 de maio       | Alexander Ludwig     | ator                         | Canadá         |             |     |
| 11 de junho     | Anna Sawai           | atriz e cantora              | Japão          |             |     |
| 23 de junho     | Kate Melton          | atriz                        | Estados Unidos |             |     |
| 26 de junho     | Jennette McCurdy     | atriz                        | Estados Unidos |             |     |
| 7 de julho      | Nathalia Ramos       | atriz                        | Espanha        |             |     |
| 22 de julho     | Selena Gomez         | atriz e cantora              | Estados Unidos |             |     |
| 29 de julho     | Chelsea Olivia       | atriz                        | Indonésia      |             |     |
| 4 de agosto     | Cole e Dylan Sprouse | atores                       | Itália         |             |     |
| 12 de agosto    | Cara Delevingne      | atriz e modelo               | Reino Unido    |             |     |
| 20 de agosto    | Demi Lovato          | atriz, cantora e compositora | Estados Unidos |             |     |
| 20 de agosto    | Neslihan Atagül      | atriz                        | Turquia        |             |     |
| 16 de setembro  | Nick Jonas           | cantor, compositor e ator    | Estados Unidos |             |     |
| 17 de setembro  | Danny Ramirez        | ator                         | Estados Unidos |             |     |
| 30 de setembro  | Ezra Miller          | ator                         | Estados Unidos |             |     |
| 9 de outubro    | Tyler James Williams | ator                         | Estados Unidos |             |     |
| 12 de outubro   | Josh Hutcherson      | ator                         | Estados Unidos |             |     |
| 15 de outubro   | Vincent Martella     | ator                         | Estados Unidos |             |     |
| 15 de outubro   | Ncuti Gatwa          | ator                         | Ruanda Escócia |             |     |
| 17 de outubro   | Barry Keoghan        | ator                         | Irlanda        |             |     |
| 29 de outubro   | Andrea Lagunes       | Atriz                        | México         |             |     |
| 30 de outubro   | Guilherme Vieira     | ator                         | Brasil         |             |     |
| 18 de novembro  | Nathan Kress         | ator                         | Estados Unidos |             |     |
| 23 de novembro  | Miley Cyrus          | atriz e cantora              | Estados Unidos |             |     |
| 8 de dezembro   | Yura Borisov         | ator                         | Rússia         |             |     |
| 18 de dezembro  | Bridgit Mendler      | atriz e cantora              | Estados Unidos |             |     |

## Mortes
| Data            | Nome                  | Profissão                                  | Nacionalidade            | Observações | Ref |
| --------------- | --------------------- | ------------------------------------------ | ------------------------ | ----------- | --- |
| 24 de janeiro   | Paulo Villaça         | ator e diretor                             | Brasil                   | n. 1933     |     |
| 26 de janeiro   | José Ferrer           | ator                                       | Estados Unidos           | n. 1909     |     |
| 26 de fevereiro | Older Cazarré         | ator e dublador                            | Brasil                   | n. 1935     |     |
| 11 de março     | Richard Brooks        | realizador e roteirista                    | Estados Unidos           | n. 1912     |     |
| 11 de março     | László Benedek        | cineasta                                   | Hungria / Estados Unidos | n. 1905     |     |
| 14 de março     | Jean Poiret           | ator                                       | França                   | n. 1926     |     |
| 17 de março     | Jack Arnold           | cineasta                                   | Estados Unidos           | n. 1916     |     |
| 20 de março     | Georges Delerue       | compositor de trilhas sonoras              | França                   | n. 1925     |     |
| 5 de abril      | Antônio Marcos        | ator, cantor, humorista e produtor musical | Brasil                   | n. 1945     |     |
| 23 de abril     | Satyajit Ray          | cineasta                                   | Índia                    | n. 1921     |     |
| 6 de maio       | Marlene Dietrich      | atriz                                      | Alemanha                 | n. 1901     |     |
| 12 de setembro  | Anthony Perkins       | ator                                       | Estados Unidos           | n. 1932     |     |
| 6 de outubro    | Denholm Elliott       | ator                                       | Estados Unidos           | n. 1922     |     |
| 1 de novembro   | Eugénio Salvador      | ator, dançarino e comediante               | Portugal                 | n. 1908     |     |
| 4 de novembro   | Carlos Imperial       | ator e apresentador                        | Brasil                   | n. 1935     |     |
| 30 de novembro  | Augusto César Vanucci | ator, produtor musical e diretor           | Brasil                   | n. 1934     |     |
| 17 de dezembro  | Dana Andrews          | ator                                       | Estados Unidos           | n. 1909     |     |